# Der Vorname (Komödie)

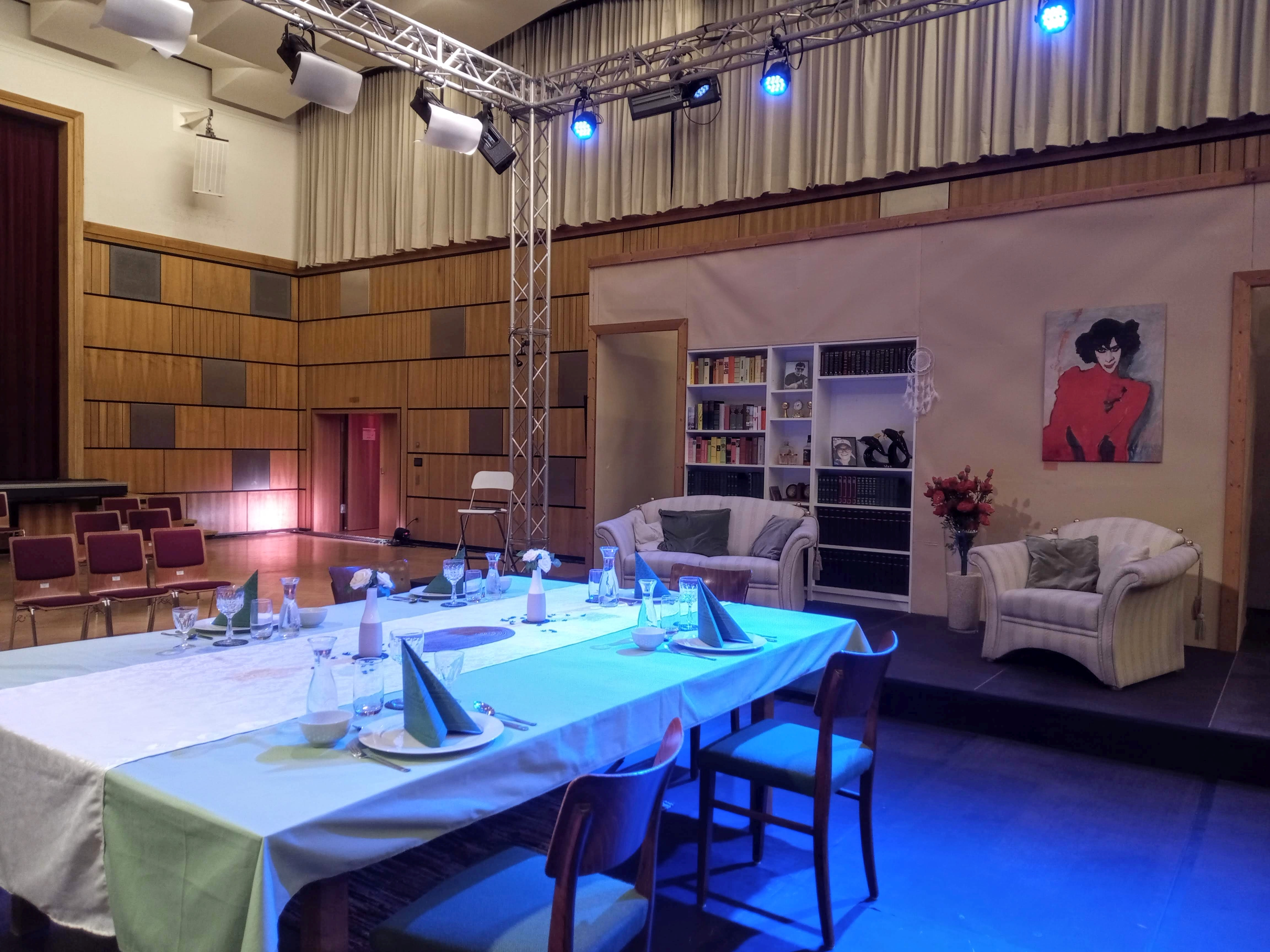
Szenenbild zu „Der Vorname“ in einer Inszenierung der Waldbühne Sigmaringendorf (2020)

Die französische Theaterkomödie Der Vorname (Le prénom) von Matthieu Delaporte und Alexandre de La Patellière wurde im Pariser Theater Théâtre Édouard-VII in einer Inszenierung von Bernard Murat am 7. Oktober 2010 uraufgeführt. Die deutsche Erstaufführung im Theater in einer Textfassung von Georg Holzer fand im Deutschen Schauspielhaus Hamburg am 4. November 2011 statt. Dieses Theaterstück ist die Vorlage der nachfolgenden Verfilmungen Der Vorname (2012) und Der Vorname (2018) und ist im Theaterverlag Felix Bloch Erben 2011 erschienen.

## Handlung
Geplant ist ein gemütlicher Abend unter Freunden in der Wohnung des Literaturprofessors Pierre Garaud und seiner Frau Elisabeth. Eingeladen sind Elisabeths Bruder Vincent und seine schwangere Frau Anna, außerdem noch Claude Gatignol, seit Kindertagen ein Freund der Familie. Vincent ist ein ausgesprochener Selbstdarsteller, der keine Gelegenheit auslässt, zu provozieren. Er enthüllt den Freunden den geplanten Vornamen seines noch ungeborenen Sohnes: Adolphe. 
Es entbrennt eine intensive Debatte um die Frage, ob dies angesichts der Gräueltaten Hitlers ein erlaubter oder verbotener Vorname ist. Dies ist zwar nur eine von mehreren hitzigen Diskussionen dieses Abends, jedoch mit der Folge, dass das Treffen völlig aus dem Ruder läuft. Die Jugendfreunde Pierre und Vincent geraten in die Stimmung, sich Wahrheiten an den Kopf zu werfen, die man dem familiären Frieden zuliebe bisher verschwiegen hatte. Am Ende jedoch sind es nicht die beiden Alphatiere Vincent und Pierre, die für einen äußerst überraschenden Fortgang sorgen, sondern es ist Claude, der, zuvor von den Freunden der Homosexualität bezichtigt, offenbart, dass er seit einiger Zeit eine Liebesbeziehung zu Elisabeths und Vincents Mutter Francoise unterhält.

## Rezeption
Der Verlag Felix Bloch Erben, der das Stück in Deutschland vertreibt, bewirbt es mit der Beschreibung
„Wortwitz und Dialoge in der besten Tradition der französischen kritischen Gesellschaftskomödie treiben atemlos eine Handlung voran, die bei aller Komik auch manchen ahnungsvollen Blick in die Abgründe der Figuren erlaubt. Ein Fest für fünf gut aufgelegte Schauspieler mittleren Alters.“
In „nachtkritik“ heißt es über die Premiere am Theater Baden-Baden: „Der Schlagabtausch der Männer sorgt für die Gags, doch der Text erzählt unter der Oberfläche vom Leiden der Frauen.“
Der Südkurier schreibt über die Inszenierung der Waldbühne Sigmaringendorf: „Der Schwerpunkt lag auf der Wirkung der Gespräche zwischen den Figuren. Die psychologische Ausrichtung war unverkennbar und auch, dass da ein fiktives Abendessen dargestellt war, das aber so oder so ähnlich sicher schon in vielen Familien stattgefunden hat.“